# Vlag van Tochigi

Vlag van Tochigi (ratio 7:10)

De prefecturale vlag van Tochigi bestaat uit een erwtgroen vlak met een wit gestileerd kanji 栃 [tochi] (wat "kastanje" betekent) in het midden om dynamiek uit te drukken, en het oude karakter 木 [gi] (wat "hout" betekent) drukt energieke vooruitgang uit. De kleuren staan voor verbetering en actieve beweging. De prefecturale vlag werd op 1 maart 1964 aangenomen.